# Энглвуд (Флорида)
Э́нглвуд (англ. Englewood) — статистически обособленная местность, расположенная в округах Сарасота и Шарлотт (штат Флорида, США) с населением в 3647 человек по статистическим данным переписи 2000 года.

## География
По данным Бюро переписи населения США статистически обособленная местность Энглвуд имеет общую площадь в 33,15 квадратных километров, из которых 25,38 кв. километров занимает земля и 7,77 кв. километров — вода. Площадь водных ресурсов округа составляет 23,44 % от всей его площади.
Статистически обособленная местность Энглвуд расположена на высоте 3 м над уровнем моря.

## Демография
По данным переписи населения 2000 года в Энглвудe проживало 16 196 человек, 5206 семей, насчитывалось 8291 домашнее хозяйство и 10 495 жилых домов. Средняя плотность населения составляла около 488,57 человек на один квадратный километр. Расовый состав населённого пункта распределился следующим образом: 98,25 % белых, 0,19 % — чёрных или афроамериканцев, 0,25 % — коренных американцев, 0,36 % — азиатов, 0,01 % — выходцев с тихоокеанских островов, 0,54 % — представителей смешанных рас, 0,40 % — других народностей. Испаноговорящие составили 1,49 % от всех жителей статистически обособленной местности.
Из 8291 домашних хозяйств в 10,7 % воспитывали детей в возрасте до 18 лет, 55,4 % представляли собой совместно проживающие супружеские пары, в 5,3 % семей женщины проживали без мужей, 37,2 % не имели семей. 32,0 % от общего числа семей на момент переписи жили самостоятельно, при этом 21,7 % составили одинокие пожилые люди в возрасте 65 лет и старше. Средний размер домашнего хозяйства составил 1,94 человек, а средний размер семьи — 2,36 человек.
Население статистически обособленной местности по возрастному диапазону по данным переписи 2000 года распределилось следующим образом: 10,3 % — жители младше 18 лет, 3,2 % — между 18 и 24 годами, 14,1 % — от 25 до 44 лет, 26,0 % — от 45 до 64 лет и 46,4 % — в возрасте 65 лет и старше. Средний возраст жителей составил 63 года. На каждые 100 женщин в Энглвудe приходилось 88,7 мужчин, при этом на каждые сто женщин 18 лет и старше приходилось 86,9 мужчин также старше 18 лет.
Средний доход на одно домашнее хозяйство статистически обособленной местности составил 31 806 долларов США, а средний доход на одну семью — 38 978 долларов. При этом мужчины имели средний доход в 26 568 долларов США в год против 21 242 доллара среднегодового дохода у женщин. Доход на душу населения статистически обособленной местности составил 31 806 долларов в год. 5,5 % от всего числа семей в населённом пункте и 8,7 % от всей численности населения находилось на момент переписи населения за чертой бедности, при этом 17,8 % из них были моложе 18 лет и 4,9 % — в возрасте 65 лет и старше.